# Odurakeran
Odurakəran è un comune dell'Azerbaigian situato nel distretto di Yardımlı. Conta una popolazione di 754 abitanti.